# Slípka zelenonohá
Slípka zelenonohá (Gallinula chloropus) je malý, široce rozšířený vodní pták z početné čeledi chřástalovitých.

## Popis

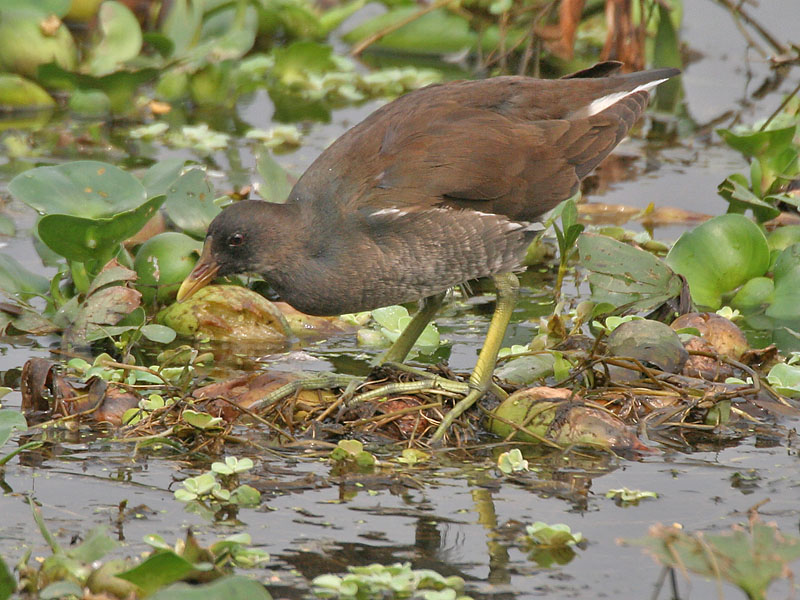
Mladý pták

Je velká přibližně jako hrdlička, dorůstá 32–35 cm, váží 320–456 g a v rozpětí křídel měří 54–62 cm, samec přitom dorůstá mírně větších rozměrů než samice. Má velice svérázný vzhled, je leskle černá s modravým nádechem, má hnědá křídla a hřbet, žluté končetiny, červený čelní štítek a zobák se žlutou špičkou a nápadné bílé znaky na bocích. Končetiny má navíc opatřeny velmi dlouhými prsty, které rozkládají váhu těla a slípce zelenonohé tak umožňují snadno se pohybovat po bahnitém dně a plovoucí vegetaci.
Obě pohlaví se zbarvením vzájemně neliší, mladí ptáci jsou převážně hnědí a postrádají charakteristické červené zbarvení zobáku. Mláďata v prachovém peří jsou velmi snadno rozpoznatelná, mají černé tělo a končetiny, červený zobák se žlutou špičkou, holou oranžově zbarvenou kůži na hlavě a modrý pruh kolem oka.

## Rozšíření
Slípka zelenonohá je nejúspěšnějším a nejrozšířenějším zástupcem celé své čeledi a náleží k vůbec nejrozšířenějším sladkovodním ptákům světa. Vyskytuje se na všech světových kontinentech s výjimkou Austrálie a Antarktidy, v Evropě ve větším počtu chybí pouze ve Skandinávii a na území několika států jižní Evropy. I přes výrazný pokles jejích populací během 70. a 80. let 20. století je stále hojně zastoupeným druhem, pouze její evropská populace čítá celých 1 700 000–3 300 000 jedinců.
Je velmi přizpůsobivá a proto může žít prakticky téměř na všech typech stojatých, pomalu tekoucích, sladkých i poloslaných vod od rybníků, jezer a močálů až po průplavy a větší vodní nádrže v samotných centrech měst. Je částečně tažná (viz mapka s rozšířením), ptáci ze zamrzajících vodních ploch se každým rokem hromadně stahují směrem na jih. Pravidelně a místy i v hojném počtu se vyskytuje také v České republice, zejména mezi březnem a říjnem. Každým rokem tak na českém území hnízdí přibližně 5 000–10 000 párů a zimuje okolo 700–1500 jedinců. V Červeném seznamu České republiky je v současné době zařazena do kategorie téměř ohrožených druhů (Near Threatened).

## Etologie
Slípka zelenonohá je ve volné přírodě většinou velmi plachá a při náznaku nebezpečí rychle prchá do úkrytu poblíž břehu, které ji nejčastěji poskytují husté porosty rákosů nebo ostřic. Dobře se však přizpůsobuje i životu v těsné blízkosti člověka, zejména v městských parcích, na polích a v průplavech, a svou přirozenou plachost v takovýchto oblastech již mnohdy postrádá. Často se vyskytuje i na otevřené vodě, kde upomíná na menší kachnu, i na větší vzdálenost je však u ní patrné charakteristické pocukávání hlavou a ocasem a výrazné zbarvení spodních ocasních krovek.

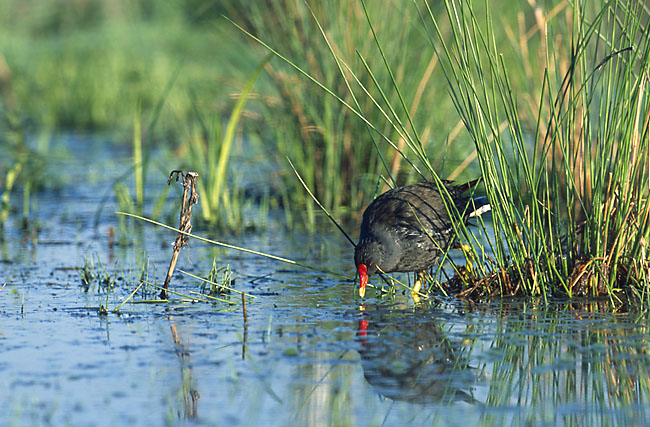
Slípka zelenonohá při vyhledávání potravy

Zdržuje se jednotlivě, požírá zejména bobule, různé druhy travin, popadané plody a vodní hmyz. Za potravou se často vydává nejen ve dne, ale i v noci. Umí velmi dobře plavat a dokonce se i potápět, pod vodou přitom dokáže vydržet až 2 minuty. V porovnání s jinými druhy slípek náleží také mezi schopné a poměrně vytrvalé letce. Ozývá se velmi širokou paletou různých hlasových projevů, nejčastěji prudkým „kirk“ nebo „kiruk“.

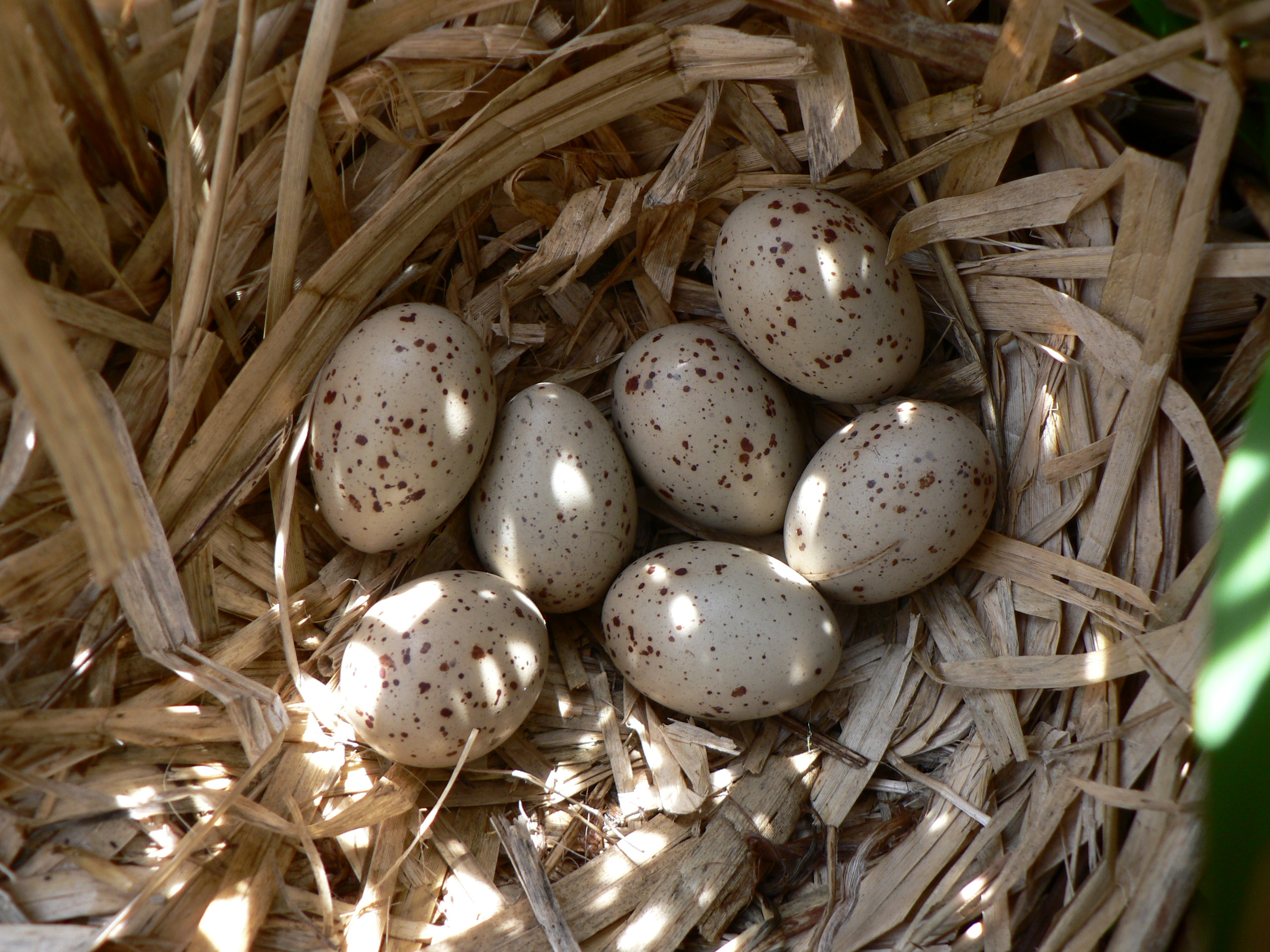
Hnízdo s vejci

Při zásnubních tancích se samec hlasitě ozývá a samici nabízí kusy vodních rostlin, které trhá na břehu i ve vodě. Během hnízdního období je slípka zelenonohá silně územní a žije v pevných svazcích. Zajímavostí je, že pár během jednoho hnízdního období staví z pobřežní vegetace, rákosu a ostatních vodních rostlin hned několik hnízd a pouze jedno, které bývá velké přibližně 15 × 15 cm, využívá k hnízdění, další slouží jako nocoviště. Hnízdo bývá obvykle umístěno na břehu, často si jej však staví i v mělké vodě.

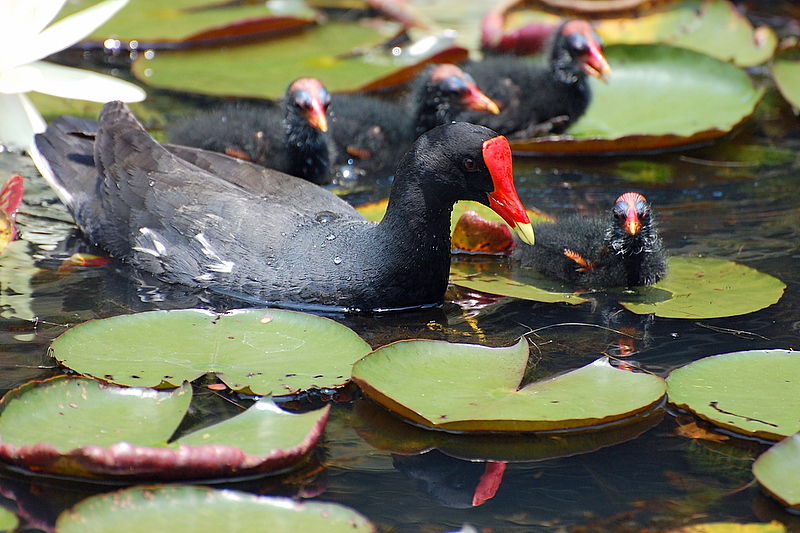
Slípka zelenonohá se skupinou mláďat

V dobrých podmínkách mívá ročně i dvě snůšky, první čítá průměrně 8–12 vajec, které samice klade již na počátku jara, druhá bývá obvykle menší a čítá přibližně 5–8 vajec. Vejce slípky zelenonohé jsou světlá s černým skvrněním a měří přibližně 42 × 29,7 mm. Na jejich inkubaci, která trvá zhruba 3 týdny, a na následné výchově mláďat se podílí oba rodiče. Mláďata opouští hnízdo již krátce po vylíhnutí a jsou plně opeřena přibližně kolem 40. až 50. dnu života. Rodiče obvykle opouští několik málo týdnů poté, občas v jejich blízkosti však zůstávají celé léto a při další snůšce rodičům pomáhají při sezení na vejcích a následném opečovávání vylíhlých mláďat. Slípka zelenonohá pohlavně dospívá kolem 1. roku života a ve volné přírodě se dožívá maximálně 11 let.

## Poddruhy
Přesný počet poddruhů slípky zelenonohé není až dodnes zcela ujasněn, nejčastěji se udává 12–15. V následujícím přehledu jsou vypsány všechny nejčastěji zmiňované poddruhy i se svým areálem rozšíření:
- G. c. chloropus (Linné, 1758) – od severozápadní Evropy po severní Afriku a Sibiř a od vlhkých oblastí jižní Asie až po Japonsko a střední Malajsii; izolované populace žijí také na Srí Lance, Kanárských ostrovech, Azorách, Madeiře a na Kapverdách. Někteří ornitologové rozdělují tento poddruh do dalších dvou oddělených poddruhů: correiana a indica.
- G. c. galeata (Lichtenstein, 1818) – Guayanská vysočina a od jižní Brazílie po severní Argentinu a Uruguay.
- G. c. orientalis (Horsfield, 1821) – Seychely, Andamanské ostrovy a v rozmezí od Malajsie po Indonésii; izolované populace žijí také na Filipínách a v Palauské republice.
- G. c. meridionalis (C. L. Brehm, 1831) – subsaharská Afrika a ostrov Svatá Helena.
- G. c. pyrrhorrhoa (A. Newton, 1861) – ostrovy Réunion, Mauritius a Komory.
- G. c. garmani (Allen, 1876) – Andy v rozmezí od Peru po severozápadní Argentinu.
- G. c. sandvicensis (Ulice, 1877) – endemit k Havajským ostrovům.
- G. c. cerceris (Bouchne, 1910) – Antily s výjimkou Trinidadu a Barbadosu; izolované populace žije také v jižní Floridě.
- G. c. cachinnans (Bangs, 1915) – od jihovýchodní Kanady až po jižní USA s výjimkou Velkých rovinných slatí; izolované populace žijí také v Galapágách a v Bermudách.
- G. c. pauxilla (Bangs, 1915) – nížinaté oblasti od východní Panamy po severozápadní Peru.
- G. c. guami (Hartert, 1917) – endemit k Mariánským ostrovům.
- G. c. barbadensis (Bond, 1954) – endemit k Barbadosu.

## Galerie

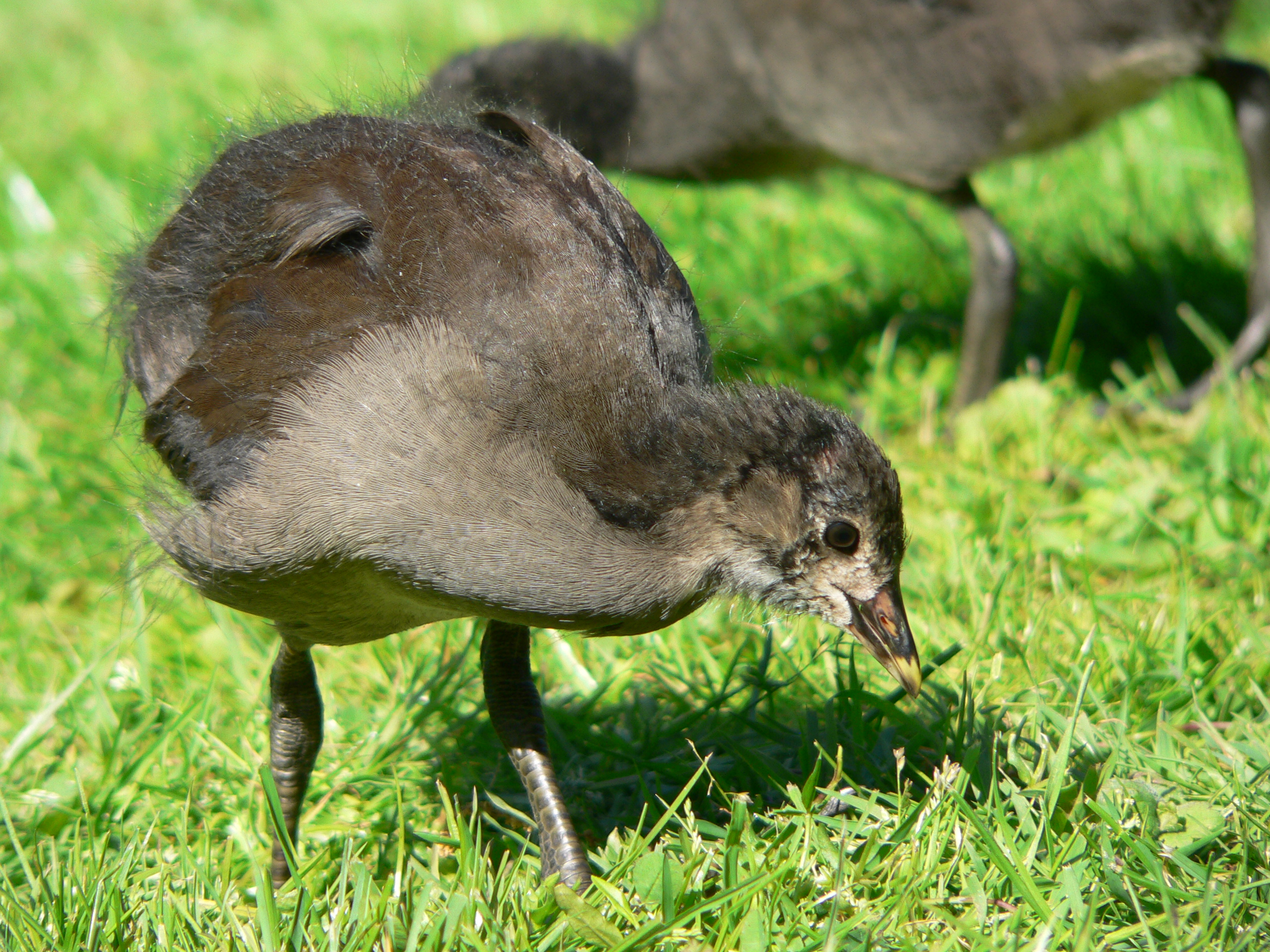
Mladý pták
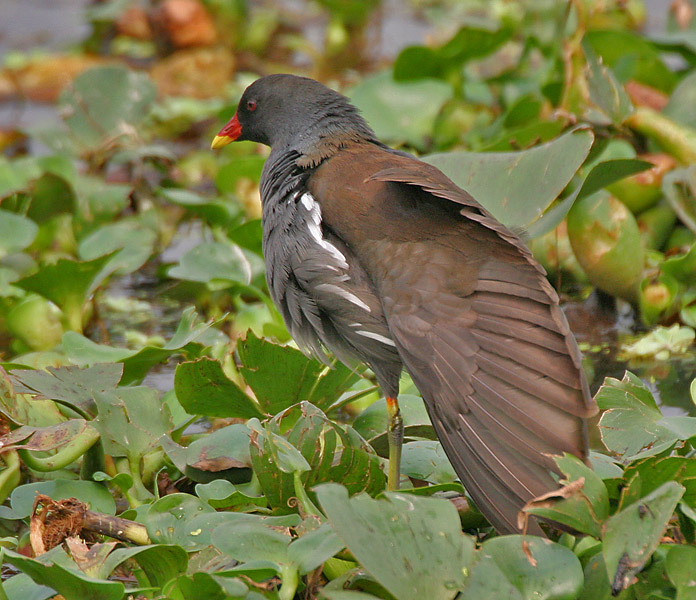
Slípka zelenonohá s roztaženými křídly.
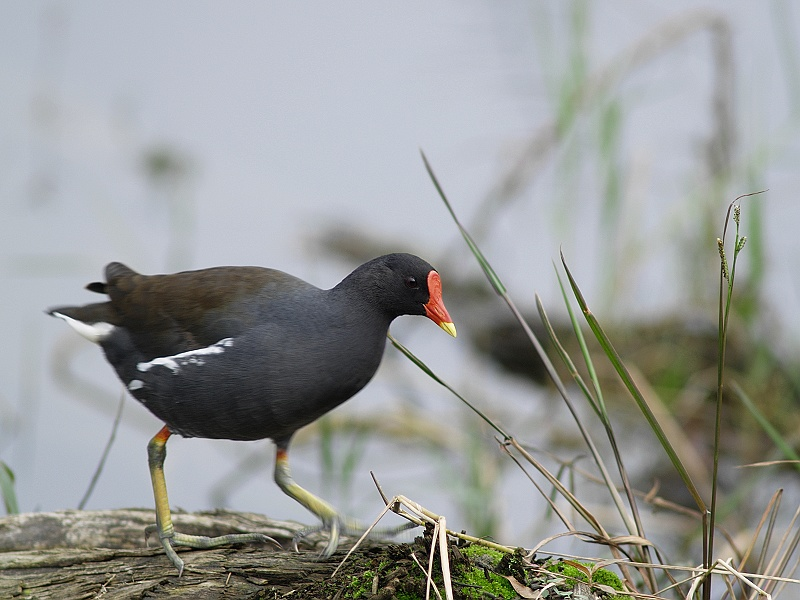
Slípka zelenonohá při chůzi
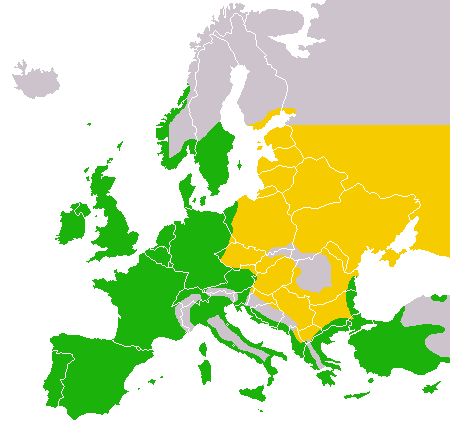
Evropské rozšíření slípky zelenonohé – žlutě jsou vyznačena hnízdiště a zeleně oblasti, kde se zdržuje po celý rok.